# دستور بروسيا (1920)
دستور بروسيا (بالألمانية: Verfassung von Preußen) كان دستور دولة بروسيا الحرة. دخل الدستور حيز التنفيذ في 30 نوفمبر 1920. دخل الدستور حيز التنفيذ في 30 نوفمبر 1920، وتم حله رسميًا مع بروسيا نفسها في عام 1947 مع أنه كان غير فعالٍ من الناحية العملية منذ صعود الحزب النازي إلى السلطة في عام 1933 وعملية جلايش شالتونج.
أنشئ الدستور نظامًا برلمانيًا به هيئة تشريعية مؤلفة من مجلسين هما اللاندتاج البروسي، مع كون مجلس النواب البروسي مجلس النواب ومجلس الدولة البروسي هو مجلس الشيوخ. السلطة التنفيذية كان يقودها الوزير الرئيس.

## وصلات خارجية
- نص الدستور (بالألمانية)